# دوري الدرجة الأولى الأرجنتيني 1969
دوري الدرجة الأولى الأرجنتيني 1969 (بالإسبانية: Campeonato Metropolitano 1969)‏ هو الموسم 39 من  دوري الدرجة الأولى الأرجنتيني. أشرف على تنظيمه اتحاد الأرجنتين لكرة القدم، وكان عدد الأندية المشاركة فيه  22، وفاز فيه تشاكاريتا جيونيورز.